# Københavns nyere befæstning
Københavns nyere befæstning er en danskk dokumentarfilm med ukendt instruktør.

## Handling
Denne artikel mangler et handlingsreferat. Hjælp os med at skrive det.